# Agestrata ultramarina
Agestrata ultramarina är en skalbaggsart som beskrevs av Jakl 2008. Agestrata ultramarina ingår i släktet Agestrata och familjen Cetoniidae. Inga underarter finns listade i Catalogue of Life.